# Madison County, Florida
Madison County är ett administrativt område i delstaten  Florida, USA, med 19 224 invånare. Den administrativa huvudorten (county seat) är Madison.

## Geografi
Enligt United States Census Bureau har countyt en total area på 1 854 km². 1 792 km² av den arean är land och 62 km² är vatten.

### Angränsande countyn
- Brooks County, Georgia - nord
- Lowndes County, Georgia - nordöst
- Hamilton County, Florida - öst
- Suwannee County, Florida - sydöst
- Lafayette County, Florida - sydöst
- Taylor County, Florida - sydväst
- Jefferson County, Florida - väst